# Lis Hartel
Pour les articles homonymes, voir Hartel.
Lis Hartel, née le 14 mars 1921 et morte le 12 février 2009, est une cavalière de dressage danoise. Elle est la première femme à avoir remporté une médaille olympique en équitation, soit une médaille d'argent en individuel, lors des Jeux de 1952. Cette olympiade marque en effet la première participation des femmes à la compétition dans cette discipline. 
En 1956, elle renouvelle sa performance en remportant pour la seconde fois une médaille d'argent en individuel aux Jeux olympiques. Ces résultats sont d'autant plus remarquables qu'ils ont été réalisés alors que la cavalière est atteinte d'un handicap : frappée par une poliomyélite lors de sa seconde grossesse, elle est restée paralysée en dessous des genoux. 
Son parcours et son engagement font d'elle l'une des pionnière de l'équitation handisport.

## Biographie
Lis Hartel est née le 14 mars 1921 à Hellerup, au Danemark. Elle débute l'équitation très jeune; sa mère est en effet instructrice à l'école d'équitation de Copenhague. Initialement entraînée par sa mère, Else Holst, elle a ensuite été entraînée par le cavalier professionnel Gunnar Andersen lorsqu'elle est devenue compétitive au niveau national. Elle devient une cavalière reconnue au Danemark lorsqu'elle commence à remporter des concours nationaux autour de ses 20 ans. Elle remporte ainsi le championnat du Danemark de dressage en 1943 et 1944,. 
En 1944, alors âgée de 23 ans, mère d'un enfant de 2 ans et enceinte du deuxième, elle se réveille un matin avec la nuque raide. En une semaine elle se retrouve totalement paralysée, frappée par la poliomyélite,,,. Elle passe les quatre mois suivants à l'hôpital craignant pour sa vie et celui de son bébé. Son enfant naît en bonne santé mais la jeune femme reste presque complètement paralysée. Les pronostics des médecins s'avèrent pessimistes : ils lui annoncent qu'elle pourra probablement remarcher avec deux cannes si elle récupère suffisamment de force et de motricité mais qu'en aucun cas elle ne pourra remonter à cheval. 
Avec beaucoup de détermination, Lis Hartel parvient effectivement à remarcher avec deux cannes mais elle reste paralysée en dessous des genoux. Persistant dans son envie de remonter à cheval, elle se fait hisser sur son cheval, Jubilee, et commence à réapprendre à monter avec son nouvel handicap, et ce malgré les chutes auxquelles elle est confrontée. Elle acquiert une nouvelle aisance en selle sans utiliser ses jambes et contrôle Jubilee avec son poids du corps.
En 1947, elle reprend la compétition au Danemark et finit deuxième des championnats scandinaves, bien qu'elle doive être aidée pour monter sur son cheval. Et en 1952, elle fait partie des premières femmes à prendre part à la compétition de dressage aux Jeux olympiques d'été de 1952 à Helsinki, la discipline olympique étant jusque-là réservée aux seuls officiers. Obligée d'être portée pour être mise en selle, elle réalise une très belle performance qui lui permet d'obtenir la médaille d'argent en individuel. Une image marquant de ces jeux montre Henri Saint Cyr, le cavalier suédois remportant la compétition, l'aidant à monter sur le podium. 
Cette même année, elle remporte également le championnat du Danemark de dressage. Elle obtient également ce titre en 1953, 1954 et 1956. Elle participe une nouvelle fois aux Jeux olympiques en 1956 et y remporte une seconde médaille d'argent en individuel. En 1959, elle remporte une dernière fois le championnat du Danemark de dressage, cette fois-ci avec un nouveau cheval, Limelight.
Après sa retraite sportive, Lis Hartel effectue de nombreux voyages à travers le monde, effectuant des démonstrations afin de trouver des fonds pour la recherche sur la polio et pour promouvoir l'équitation thérapeutique. La Lis Hartel Foundation aux Pays-Bas permet ainsi aux malades de monter à cheval,. 
Elle est décédée le 12 février 2009 à l'âge de 87 ans,.

## Reconnaissance
En 1992, Hartel est intronisée au Temple de la renommée du Danemark, et en 1994 c'est la première scandinave à intégrer le Women’s Sports Hall of Fame à New York,. En 2005, elle est nommée comme l'une des dix meilleurs athlètes du Danemark de tous les temps.

## Palmarès
- 1952 : Médaille d'argent en individuel en dressage avec Jubilee lors des Jeux olympiques d'été de 1952 à Helsinki (Finlande)[12]
- 1956 : Médaille d'argent en individuel en dressage avec Jubilee lors des Jeux olympiques d'été de 1956 à Stockholm (Suède)[12]
- 1956 : 5e par équipe en dressage avec Jubilee lors des Jeux olympiques d'été de 1956
- 7 fois championne du Danemark de dressage[6]

## Héritage
De son vivant, comme après son décès, l'histoire de Lis Hartel a servi à la promotion de l'équitation auprès des malades et des personnes handicapées, l'équithérapie. Si Lis Hartel a pu se remettre avec un certain succès des conséquences de la polio, les éléments ayant permis sa rémission sont peu précis, ce qui a permis à plusieurs groupes de s'approprier le mythe. Pour certains, elle est la preuve que l'équitation sert de thérapie et qu'elle permet de combattre la maladie, alors que pour d'autres c'est un exemple à suivre pour les personnes cherchant à pratiquer l'équitation malgré le handicap. 
Dans les deux cas, grâce à l'exemple de Lis Hartel, il existe aujourd'hui des associations pour les cavaliers handicapés dans de nombreuses parties du monde, en Australie comme à Dubaï, et il existe une fondation Lis Hartel aux Pays-Bas qui offre l'accès à l'équitation pour les personnes handicapées.